# 몽클로아아라바카
몽클로아아라바카(스페인어: Moncloa-Aravaca)는 스페인 마드리드의 행정구 중 하나이다.

## 지역

몽클로아아라바카

몽클로아아라바카는 7개의 다음과 같은 지구가 있다.
- 아라바카
- 아르귈레스
- 카사데캄포
- 시우다드우니베르시타리아
- 엘플란티오
- 발데마르틴
- 발데사르사